# 三重県道・滋賀県道133号伊賀甲南線
三重県道・滋賀県道133号伊賀甲南線（みえけんどう・しがけんどう133ごう いがこうなんせん）は、三重県伊賀市から滋賀県甲賀市に至る一般県道である。

## 概要
三重県伊賀市下柘植から滋賀県甲賀市甲南町竜法師に至る。
三重県と滋賀県を結ぶ幹線道路のひとつ。鞆田川の上流に向かって北進し、越境する。
甲賀市甲南町の終点近くまでは1車線の道路であるが、新名神高速道路を越える竜法師跨道橋手前で2車線になる。

### 路線データ
- 起点：三重県伊賀市下柘植（下柘植IC、国道25号名阪国道交点、三重県道146号伊賀大山田線起点）
- 終点：滋賀県甲賀市甲南町竜法師（竜法師交差点、滋賀県道・三重県道4号草津伊賀線交点、滋賀県道127号小佐治甲南線終点）
- 総延長：13.1 km

## 路線状況

### 重複区間
- 三重県道673号上友田円徳院線（三重県伊賀市下友田 - 伊賀市中友田）
- 伊賀コリドール（三重県伊賀市下友田 - 伊賀市玉瀧）
- 三重県道・滋賀県道50号伊賀信楽線（三重県伊賀市西湯舟 - 伊賀市玉瀧）

### 道路施設

#### 橋梁
- 三重県
  - 愛田橋（柘植川、伊賀市）

## 地理

### 通過する自治体
- 三重県
  - 伊賀市
- 滋賀県
  - 甲賀市

### 交差する道路
| 交差する道路                                                              | 都道府県名 | 市町村名 | 交差する場所 | 交差する場所        |
| ------------------------------------------------------------------------- | ---------- | -------- | ------------ | ------------------- |
| 国道25号 / E25 名阪国道 三重県道146号伊賀大山田線                         | 三重県     | 伊賀市   | 下柘植       | 9 下柘植IC / 起点   |
| 国道25号                                                                  | 三重県     | 伊賀市   | 新堂         | 下柘植交差点        |
| 三重県道673号上友田円徳院線 重複区間起点 伊賀コリドール 重複区間起点      | 三重県     | 伊賀市   | 下友田       |                     |
| 三重県道673号上友田円徳院線 重複区間終点                                  | 三重県     | 伊賀市   | 中友田       |                     |
| 三重県道・滋賀県道50号伊賀信楽線 重複区間起点                             | 三重県     | 伊賀市   | 西湯舟       |                     |
| 三重県道・滋賀県道50号伊賀信楽線 重複区間終点 伊賀コリドール 重複区間終点 | 三重県     | 伊賀市   | 玉瀧         |                     |
| 滋賀県道337号柑子塩野線 甲賀広域営農団地農道 重複                         | 滋賀県     | 甲賀市   | 甲南町柑子   |                     |
| 滋賀県道337号柑子塩野線 / バイパス                                        | 滋賀県     | 甲賀市   | 甲南町竜法師 |                     |
| 滋賀県道・三重県道4号草津伊賀線 滋賀県道127号小佐治甲南線                 | 滋賀県     | 甲賀市   | 甲南町竜法師 | 竜法師交差点 / 終点 |

### 交差する鉄道
- 関西本線

### 沿線
- 伊賀市立霊峰中学校
- 伊賀市立西柘植小学校
- 伊賀郵便局
- JR西日本関西本線 新堂駅
- 三十三銀行 伊賀新堂支店
- 名阪チサンカントリークラブ
- 森紅寺
- 伊賀市立ともだ保育園
- 伊賀市立鞆田小学校
- 平泉寺
- 玉滝神社
- コクサイ
- 湖南馬事センター
- 天満宮
- 嶺南寺
- 竜法師公民館
- マツヤ
- 甲賀流忍術屋敷
- 忍の里プララ
- 平和堂（フレンドマート）
- DCM